# Laguna de la Media Luna

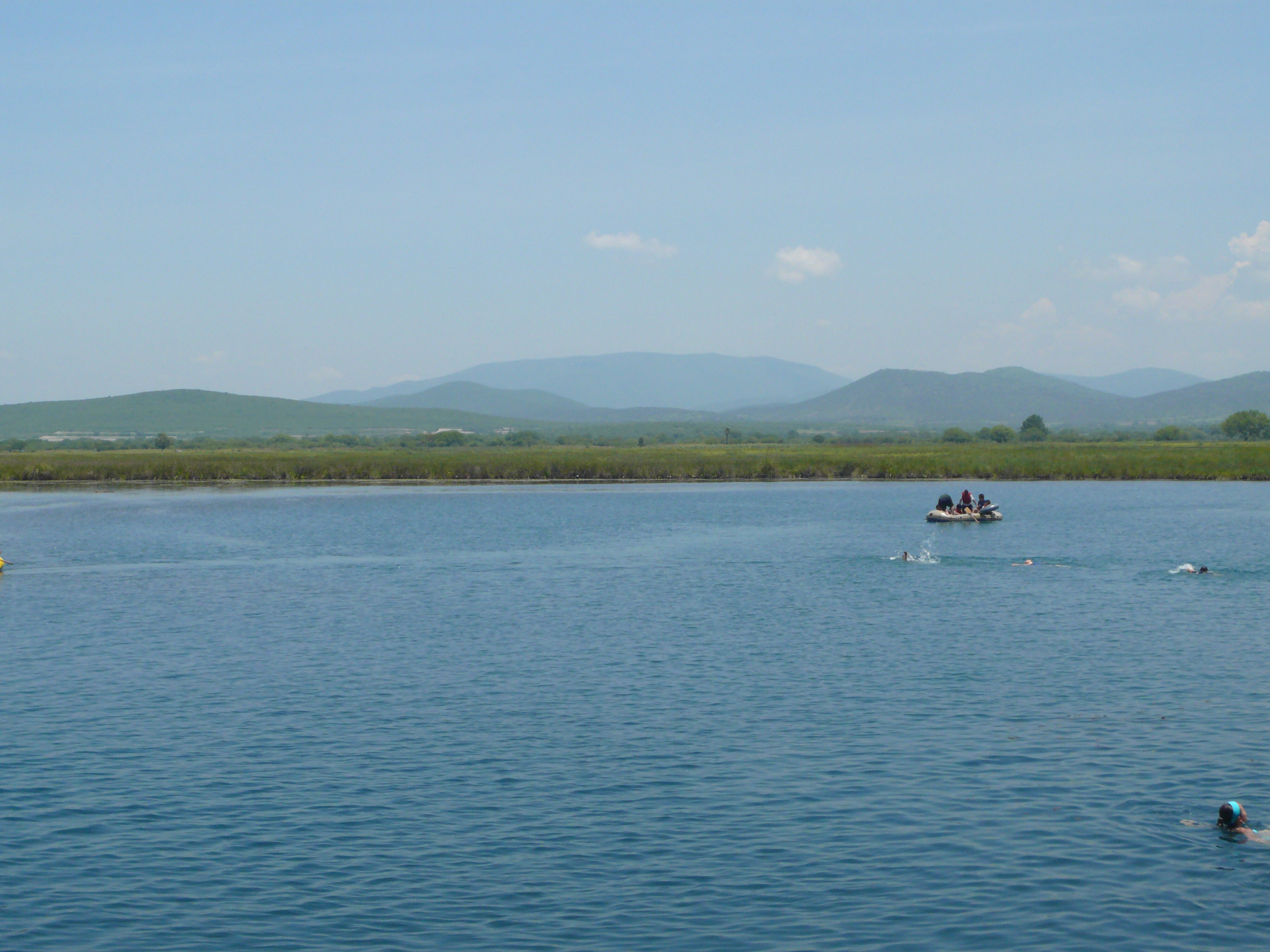
Laguna de la media luna desde la orilla.

La laguna de la Media Luna es una pequeña Laguna natural localizada en el municipio de Río Verde en San Luis Potosí, México. El nombre de Media Luna se debe a que la laguna tiene forma de medialuna.
Es de gran importancia turística, arqueológica y agrícola. La Media Luna es ideal practicar la natación y el buceo, contando además, con una extensa área para acampar.
Al fondo es posible ver restos de dos esqueletos de mamut, por lo que fuera del país se le conoce como Mammoth Lake, estos restos (huesos) se ha conservado gracias a que la laguna es de origen kárstico por lo que sus aguas son muy alcalinas, su temperatura media es cercana a los 20 °C y es extraordinariamente cristalina, aunque el sedimento del fondo es fácilmente agitable. Su profundidad máxima es de 36.7 metros. 
Al principio de la década de los años 1970, un grupo de arqueólogos y buzos logró rescatar del fondo de la laguna cientos de ídolos y vasijas, provenientes de las culturas prehispánicas que habitaban la zona media.
Es un área natural protegida estatal de San Luis  Potosí, declarada el 7 de junio de 2003 como «Área Natural Protegida Parque Estatal “Manantial de la Media Luna”», con un área protegida de 285−22−57 ha. Es administrada por la SEGAM (Secretaría de Ecología y Gestión Ambiental).